# Carl Edvin Wighammar
Carl Edvin Wighammar, född 12 maj 1890 i Visby, död 14 oktober 1981, var en svensk sångare.
Han var son till Victor Johansson och hans hustru född Timander samt från 1928 gift med Margit Widerfeldt. Efter avslutade skolstudier sökte han sig till Kungliga Gotlands Infanteriregemente där han anställdes som musikelev 1904 och blev musikkorpral 1909. Han studerade sång privat för olika sångpedagoger 1912–1914 och anställdes därefter som förste tenor vid Kungliga Teatern i Stockholm. Han medverkade i Operans turnéer till Helsingfors, Köpenhamn, Oslo och Riga. Vid sidan av operan medverkade han i Storkyrkokören 1916–1934 och Mercurii-Ordens sångkör. Efter att han arbetat under fyra olika operachefer avgick han med pension 1940. Wighammar är begravd på Södra kyrkogården i Visby.